# فهرست واکنش‌های اینترنتی ایرانیان
سال‌ها ایرانیان هرگاه به رویداد یا فردی در واقعیت یا مجازی نقدی دارند در فیس‌بوک یا صفحات اینترنتی‌ خود، به گونه‌های مختلفی اعتراض می‌کردند و یا برعکس گاهی نیز از موضوعاتی خاص حمایت می کردند و کمپین‌هایی برای این موضوع‌ها تشکیل می دادند.

## سیاست بین‌الملل
- لوران فابیوس: در جریان مذاکرات هسته‌ای ایران و قدرتهای جهانی گروهی از کاربران با شنیدن موضع مخالف فرانسه با امضای قرار داد به لوران فابیوس در فضای مجازی به او اعتراض کردند.[۱]
- کولیندا گرابار-کیتاروویچ: بعد از وارد شدن وی به تهران کاربران ایرانی به صفحه وی نیز حمله کردند.[۲]
- ملک سلمان: هجوم گسترده کاربران ایرانی به صفحه پادشاه عربستان و گذاشتن کامنت‌های توهین‌آمیز به وی و خاندان آل سعود.[۳]
- دونالد ترامپ: نامزد ریاست جمهوری انتخابات آمریکا نیز مورد هجوم کاربران ایرانی قرار گرفت و در صفحه وی دشنام‌های بیشماری به زبان فارسی گذاشتند.[۴][۵]
- بنیامین نتانیاهو: کاربران ایرانی به صفحه وی نیز حمله کردند و دشنام‌های گسترده‌ای به وی و اسرائیل گذاشتند.[۶]
- میشل اوباما: در صفحه اینستاگرام بانوی اول آمریکا نیز کامنت‌های فراوانی به زبان فارسی گذاشته شده‌است.
- باراک اوباما: حمله به صفحه وی در سالگرد توافق‌نامه برجام بازتاب گسترده‌ای در محافل ایران و جهان در پی داشت.[۷][۸][۹][۱۰]
- مالیا اوباما: حمله بی‌شمار کاربران به صفحه وی باعث شد تا وی صفحه‌اش را خصوصی کند.[۱۱] تعدادی از ایرانی‌ها هم بعد این اتفاق به وی پیام معذرت‌خواهی فرستادند. وی نیز در واکنش به این پیام‌ها گفت: آنان را بخشیده‌است.[۱۲][۱۳]

### واکنش‌ها پیرامون نام خلیج فارس
در فضای اینترنتی کمپین حمایت از پسوندهای اینترنتی با نام‌های «دات خلیج فارس» و «دات پارس» در راستای ثبت دامنه‌های جدید اینترنتی که از سوی مؤسسه جهانی نام‌ها و ارقام اینترنتی تشکیل شد. نظرات ثبت شده در وب سایت آیکن با رعایت اصول عمومی مربوط شامل رعایت نکات ادبی، عدم توهین به سایرین و ارائه منطق و دلیل برای حمایت، به هر زبانی امکان‌پذیر بود.

## مجامع بین‌المللی ورزشی
- کنفدراسیون فوتبال آسیا: در پی اعلام اسامی تیم منتخب جام ملت‌های آسیا کاربران ایرانی در صفحه اینستاگرام کنفدراسیون فوتبال آسیا اعتراض کردند[۱۸]
- فدراسیون فوتبال ژاپن: پس از شکست تیم امید ایران مقابل امید ژاپن در مسابقات انتخابی المپیک در بهمن ۱۳۹۴ حمله بزرگی به ژاپن، اعضای تیم ملی این کشور و همه زیرساخت‌های مجازی‌اش انجام شد.[۱۹][۲۰]
- فدراسیون جهانی وزنه‌برداری: پس از تغییر رای داوران توسط هیئت ژوری و اعلام خطای بهداد سلیمی توسط آن‌ها در در حرکات دو ضرب که در مسابقات وزنه‌برداری سنگین‌وزن المپیک ۲۰۱۶ ریو اتفاق افتاد، کاربران ایرانی به صفحهٔ مجازی فدراسیون بین‌المللی وزنه‌برداری حمله کردند و در حمایت از سلیمی، به ناداوری صورت گرفته در مسابقه اعتراض کردند. علاوه بر آن وبسایت فدراسیون بین‌المللی وزنه‌برداری نیز ساعاتی پس از مسابقه هک شد و تصویر بهداد سلیمی توسط هکرها در صفحهٔ نخست این وبسایت نقش بست.[۲۱] همچنین هواداران خشمگین ایرانی با ارسال ۱٫۶ میلیون نظر در سایت فدراسیون بین‌المللی وزنه‌برداری اعتراض کردند.[۲۲]

### داوران
- میلوراد ماژیچ: همچنین تعداد زیادی از ایرانیان که از عدم اعلام پنالتی به سود ایران در بازی ایران و آرژانتین ناراضی بودند به فیس بوک ماژیچ اعتراض کردند.[۲۳]
- بنجامین ویلیامز: در جام ملت‌های آسیا سال ۲۰۱۵، او با نشان دادن کارت زرد دوم در دقیقه ۴۳ بازی به بازیکن تیم ملی کشور ایران، سبب شد تیم ایران درحالی‌که در مقابل تیم عراق یک بر هیچ جلو می‌بود در نهایت این بازی را تا پایان ده نفره در مقابل عراق بازی کند، نتیجهٔ نهایی این بازی حذف تیم ملی ایران از رقابت‌های جام ملت‌های آسیا در کشور استرالیا بود، برخی از کارشناس داوری در ایران، اشتباه داور دیدار ایران و عراق را در اخراج مهرداد پولادی، نابخشودنی دانستند و اظهار کرده‌اند که به نظر آنها، ویلیامز با این اشتباه کار را در ادامه برای خودش سخت کرد.[۲۴][۲۵]

همچنین گروهی از کاربران به صورت اشتباهی به فیس‌بوک شخصی استرالیایی به نام بنجامین ویلیامز اعتراض کردند و باعث دردسر او شدند. در نهایت او صفحه فیس‌بوک خود رابست.
- ایهار برل: در جریان المپیک ۲۰۱۲ در لندن در مرداد همان سال، حق سعید عبدولی تضییع شد، ابتدا ایهار برل داور بلاروس مورد توهین قرار گرفت که باعث شد صفحه‌اش را برای مدتی ببندد.[۱۹]

## هنر و ورزش

### بازیکنان ورزشی
- لیونل مسی: بعد از مشخص شدن قرعه رقابت‌های جام جهانی فوتبال ۲۰۱۴ و هم گروه شدن ایران، نیجریه، بوسنی و آرژانتین در گروه اف رقابتها، صفحه فیسبوک لیونل مسی مورد هجوم بیش از ۳۰ هزار کامنت‌های توهین‌آمیز به زبان فارسی قرار گرفت.[۲۹][۳۰][۳۱][۳۲][۳۳][۳۴] پس از هجوم برخی هواداران افراطی به صفحه فیس‌بوک مسی، صدها ایرانی هم در صفحه مسی از او به خاطر رفتارهای آن‌ها عذرخواهی کردند و صفحات جدیدی برای عذرخواهی از او ایجاد شد.[۳۵][۳۶][۳۷]

این حرکت، بازتاب گسترده‌ای در رسانه‌های بین‌المللی داشت. روزنامه «ال‌موندو» یکی از روزنامه‌های معتبر اسپانیایی در گزارشی اعلام کرد که هواداران ایرانی با اعتراض به صفحه شخصی مسی جملات ناپسندی را به این بازیکن نسبت دادند.
بعضی دیگر از رسانه‌های آلمانی و اسپانیایی نظیر اسپورت و اشپیگل نیز به اعتراض برخی از ایرانی‌ها به صفحه لیونل مسی در فیس‌بوک پرداختند.
- هاشم بیک‌زاده: همچنین تعداد زیادی از کاربران با هاشم بیک زاده به شوخی پرداختند.[۴۱][۴۲]
- ایوان زایتسف: پس از دیدار ایران و ایتالیا در لیگ جهانی ۲۰۱۳ که برای اولین بار با برد ایران در مقابل ایتالیا همراه بود کاربران ایرانی در به صفحه فیس‌بوک زایتسف حمله‌ور شدند و او را به شدت مورد حمله قرار گرفت. روزنامه لاگاتزتا دلو اسپورت این اقدام را یک حمله بی‌رحمانه خواند. در سال ۲۰۱۴ نیز صفحه اینستاگرام وی مورد حمله قرار گرفت.[۴۳][۴۴]
- گئورگ گروزر: پس از دیدار ایران و آلمان در قهرمانی جهان ۲۰۱۴ گروزر توانست ۲۲ امتیاز کسب کند و عنوان امتیازآورترین بازیکن دیدار تیمش برابر ایران را به خود اختصاص دهد. در پایان این مسابقه کاربران ایرانی با مراجعه به صفحه شخصی گروزر مطالب نامتعارفی را در این صفحه منتشر کردند.[۴۵]
- سعید عبدولی: کشتی‌گیری بود که امواج اینترنتی حمایت‌های بین‌المللی از او خبرساز شد.[۴۶][۴۷]
- دوست دختر رونالدو: همچنین تعداد زیادی از کاربران ایرانی پس از انتشار خبر نامزدی رونالدو به حمله به دوست دختر رونالدو پرداختند.[۴۸][۴۹]
- ایمان صادقی: پس از اشتباهات او در بازی پرسپولیس و سپاهان تعدادی از هواداران به اشتباه به صفحه اینستاگرام کشتی‌گیری که همنام اوست حمله کردند[۵۰]
- فرشته کریمی: پس از اینکه در برنامه۹۰ اعلام کرد پرسپولیسی است طرفداران دو باشگاه استقلال و پرسپولیس به صفحه اینستاگرام او هجوم بردند و در موافقت و مخالفت با او با یکدیگر درگیر شدند و از کلمات رکیک استفاده کردند.[۵۱]
- یحیی گل‌محمدی: پس از شکست ذوب آهن اصفهان مقابل استقلال خوزستان که منجر به قهرمانی استقلال خوزستان شد عده‌ای از طرفداران باشگاه پرسپولیس که معتقد بودند او در این بازی کم‌کاری کرده‌است به صفحه او در اینستاگرام حمله کردند.[۵۲] در پی این اتفاق او تمام عکس‌های خود را پاک کرد.[۵۳]
- لیونل مسی: عکسی از خود و آنخل دی ماریا، دیگر ستاره تیم ملی آرژانتین و عضو باشگاه پاری سن ژرمن را منتشر کرد و ورود او را به اینستاگرام تبریک گفت. کاربران ایرانی اما تشخیص دادند که عکس مسی و دی ماریا مربوط به بازی ایران- آرژانتین در جام جهانی ۲۰۱۴ است. دیداری که با تک گل مسی به سود آرژانتین به اتمام رسید. به همین دلیل ایرانی‌ها بار دیگر صفحه مسی را با کامنت‌های خود تحت تأثیر قرار دادند و مطالبی نوشتند که در نوع خود هم رکیک است و هم عجیب.[۵۴]
- کارلوس کی‌روش: پس از مشاجره کارلوس کی‌روش و برانکو بر سر اردوهای تیم ملی عده‌ای از هواداران تیم فوتبال پرسپولیس در حمایت از برانکو ایوانکوویچ به صفحه فیس‌بوک کی‌روش حمله کردند.[۵۵]
- دیمیتری پایت: بعد مصدوم کردن کریستیانو رونالدو توسط وی در فینال یورو ۲۰۱۶ هزاران ایرانی به صفحه وی حمله کردند؛ و این حمله در رسانه‌های جهان بازتاب گسترده پیدا کرد و آس رسانه اسپانیایی خبر حمله و دشنام به وی را پوشش داد.[۵۶][۵۷][۵۸][۵۹][۶۰][۶۱][۶۲][۶۳]
- رافائل مارتینتی: بعد حذف عبدلی از المپیک صفحه مجازی رئیس فیلا مورد هدف قرار داده شد؛ و ایمیل‌های به شدت تهدیدآمیزی به فیلا ارسال شده که مارتینتی را خشمگین کرده بود و در نهایت پس از آنکه رسول خادم از مردم خواست تا کاری نکنند که برای کشتی ایران هزینه ساز شود، این حملات متوقف شد.[۱۹]
- کریستیانو رونالدو: پس از آنکه تیم پرتغال در رقابت‌های فوتبال قهرمانی اروپا ۲۰۱۶ به قهرمانی رسید کاربران ایرانی به صفحه وی هجوم بردند.[۶۴]
- بارتوش کورک: پس از دیدار تیم‌های ملی ایران و لهستان در رقابت‌های المپیک ۲۰۱۶ ریو که در آخر بازی درگیری بین بازیکنان ایرانی و کورک اتفاق افتاد؛ هزاران ایرانی به صفحه وی در اینستاگرام هجوم بردند و به او فحاشی کردند.[۶۵] در مسابقات انتخابی المپیک نیز میخال کوبیاک مورد حمله قرار گرفته بود.[۶۶]
- آرون رمزی: یک روز پس از گلزنی آرون رمزی بازیکن تیم فوتبال آرسنال به باشکاه پرستون و درگذشت اکبر هاشمی رفسنجانی شمار زیادی از کاربران ایرانی به اینستاگرام او حمله کردند. آرون رمزی به علت رابطه گل‌زنی‌هایش و مرگ اشخاص مهم، مشهور است.[۶۷][۶۸]
- کافو: او به عنوان میهمان قرعه کشی جام جهانی فوتبال ۲۰۱۸ نام ایران را از گلدان درآورد و سبب همگروهی ایران با اسپانیا و پرتغال شد. از این رو بسیاری از ایرانیان با حمله به صفحه اینستاگرامش به وی فحاشی کردند. خیلی از رسانه‌ها گروه ایران در این دوره مسابقات را گروه مرگ نامیدند.[۶۹]سردار آزمون بازیکن تیم ملی فوتبال ایران این کار را محکوم کرد.[۷۰]
- پس از پیروزی تیم ملی فوتبال ژاپن بر ایران در جام ملت‌های آسیا ۲۰۱۹، به صفحه اینستاگرام سوگورو اوساکا حمله شد. او را که دونده دو ماراتن است، با یویا اوساکا، بازیکن تیم ملی ژاپن، اشتباه گرفته بودند.[۷۱]
- کایل واکر بازیکن منچستر سیتی در جریان نیمه نهایی جام حذفی فوتبال انگلستان با علیرضا جهانبخش درگیر شد.[۷۲]در پی این درگیری کاربران ایرانی به صفحه اینستاگرام کایل واکر هجوم بردند.[۷۱]
- میخال کوبیاک بازیکن لهستان در جریان بازی‌های المپیک پیش از بازی مقابل تیم ایران گفت: ایران تیم قدرتمندی نیست و در المپیک من را تحت تاثیر قرار نمی‌دهد.[۷۳]پس از پیروزی تیم والیبال ایران برابر لهستان کاربران ایرانی به صفحه اینستاگرام کوبیاک و سایر بازیکنان لهستان هجوم بردند.[۷۴]
- بارتوش کورک: پیش از مسابقه در لیگ ملت‌های ۲۰۲۲ کورک گفت: همه تیم با هم به این نتیجه رسیدیم که باید در مسابقه آخر خود اسلوونی را شکست دهیم تا در مرحله بعدی به ایران برخورد کنیم. برخورد دوباره با تیم ملی ایران اتفاق خوبی است زیرا می‌دانیم که چه می‌خواهیم. البته مسابقه نزدیکی خواهد بود اما خیلی به پیروزی امیدوار هستیم."اما این مصاحبه کورک دوباره عصبانیت هواداران والیبال ایران را در پی داشته و آنها به صفحه شخصی این بازیکن حمله کرده‌اند.[۷۵]
- جرارد پیکه: پیکه در یک برنامه اینترنتی ناگهان با سؤال یکی از میهمانان در خصوص پاکو خمس، سرمربی فعلی تراکتور که در فوتبال اسپانیا  مشهور است، مواجه می‎‌شود.

این میهمان از پیکه در مورد خمس سؤال می‌کند و از او می‌پرسد که: «آیا می‌دانی خمس در ایران مربی چه تیمی است؟» پیکه در جواب او می‌گوید: «نه. بگو، چه تیمی؟» پاسخ میهمان برنامه و نام بردن از تراکتور، خنده پیکه را به دنبال دارد چرا که فکر می‌کند میهمان برنامه با او شوخی می‌کند. بعد از خنده‌های پیکه، میهمان برنامه به او می‌گوید: «نه جدی می‌گویم. اسم یک تیم قدیمی و بزرگ فوتبال در آنجاست.».این حرکت جرارد پیکه، واکنش‌ تند هواداران تراکتور را در پی داشت و صفحه اینستاگرام او به محل کامنت‌های طرفدار تیم تبریزی بدل شد. شماری از هواداران تراکتور قدمت این باشگاه را به پیکه یادآوری کرده‌اند و شماری دیگر با جملاتی نظیر «پیکه یادت باشه، تراکتور سرورته» علاقه خود را به تیم‌شان ابراز کردند.

### هنرمندان و مجریان
- بهاره رهنما: گروهی از کاربران به بهاره رهنما به خاطر مقتل‌خوانی انتقادات تندی کردند.[۷۸][۷۹].[۸۰]
- هانیه توسلی: در پی درگذشت مرتضی پاشایی بخشی از مردم ایران برای تسلیت نگفتن در اینستاگرام او اعتراض کردند[۸۱]
- شکیرا: در دیدار دو تیم بارسلونا و رئال مادرید بعد این که جرارد پیکه همسر وی توانست دروازه رئال مادرید را باز کند عادل فردوسی پور گزارشگر این دیدار گفت: حتماً همسر پیکه به ورزشگاه نیامده یا کارگردان اسپانیایی در ورزشگاه پیدایش نکرده که ما می‌توانیم با خیال راحت تصاویر آهسته را به‌طور کامل و بی سانسور ببینیم. بعد گفتن این حرف توسط گزارشگر و مجری برنامه ۹۰ هزاران نفر از کاربرانی ایرانی به صفحه وی در اینستاگرام هجو بردند و الفاظی را به وی نسبت دادند.[۸۲][۸۳]
- رضا رشیدپور :او گفته بود که اگر تصویر حساب کاربری تلگرام خود را به پرچم ایران تغییر ندهید حسابتان مسدود خواهد شد. او دروغ سیزده گفت اما مردم که گمان می‌کردند او راست می‌گوید و هدفی پنهانی دارد به صفحه او حمله کردند و او صفحه خود در اینستاگرام رابست[۸۴]
- امینم: بعد این که گروه ایلومیناتی به صفحه این خواننده هجوم برد و با نام‌های کاربری جعلی یا هک شده زیر آخرین عکس امینم پیغام‌های تهدیدآمیز گذاشتند خوانندهای رپ فارسی از ایرانی‌ها خواستند از وی حمایت کنند که ابتدا این کار نیز شد ولی در نهایت به توهین و فحاشی منجر شد.
- لئوناردو دی‌کاپریو: او در صفحه اینستاگرامش عکسی از کشتی به گل نشسته در بخش خشک‌شده دریاچه منتشر کرد و زیر آن به نقل از پایگاه جهانی هواشناسی نوشت: یک اسکله مخروبه در دریاچه خشک شده ارومیه در شمال غربی ایران. این بزرگترین دریاچه نمک در خاورمیانه است، اما در حال حاضر فقط پنج درصد از آب آن باقی مانده. از دو دهه پیش به دلیل تغییر آب و هوا، ساخت و ساز سد و کاهش بارندگی، دریاچه رو به خشکی رفته‌است.[۸۵] همین توجه کافی بود تا ایرانی‌ها برای اظهارنظر و تشکر به صفحه این بازیگر هجوم بیاورند و تا لحظه نگارش این گزارش بیش از ۵۰ هزار کامنت زیر این پست به ثبت رسیده که بسیاری از آن‌ها توسط ایرانی‌ها و حتی به زبان فارسی ثبت شده‌است؛ و ایرانی‌ها از او به خطر توجه به این موضوع تشکر کردند.[۸۶]
- رعنا حربی: خواننده زن لبنانی در واکنش به پایین کشیده شدن پرچم کنسول‌گری عربستان در مشهد در پیامی در توییتر به شوخی گفته بود که با مردی که این کار را کرده ازدواج می‌کند اما این شوخی حسابی جدی گرفته شد. بدین ترتیب سیل عظیمی از کامنت‌ها در حساب کاربری حربی به راه افتاد که باعث شد این خواننده با جدیت تأکید کند که شوخی کرده‌است.[۱۹]
- مصطفی صندل: طی یک قولی که به خواننده‌ای از ارومیه در برنامه تلویزیونی داده بود پستی در حمایت از دریاچه ارومیه و خشک شدن تدریجی اش گذاشت[۸۷] که هزاران شهروند ترک ایرانی وی را مورد تحسین قرار دادند. وی نوشت: به حرفی که زده‌ام پایبندم دریاچه ارومیه نابود شده‌است؛ بیابان نشود.[۸۸]
- ابرو گوندش: در جریان کودتای نافرجام ترکیه در سال ۲۰۱۶، برخی به صفحات ابرو گونش خوانندهٔ کشور ترکیه رفتند و با ابراز نگرانی، توصیه‌های ایمنی و حمایتی‌ای را نسبت به وی یادداشت کردند و از او حمایت نمودند.[۸۹]

### استندآپ کمدی
- امیرمهدی ژوله: در مسابقه خنداننده برتر سال ۱۳۹۴ او مطالب طنزی در مورد فوتبالیست‌ها و خواننده‌های زیر زمینی مطرح کرد.[۹۰] در پی این اتفاق عده‌ای از طرفداران امیر تتلو به صفحه اینستاگرام ژوله حمله کردند.[۹۱][۹۲] او در پی این اتفاقات او اعلام کرد: من یک هفته نیست که صفحه اینستاگرامم را باز کردم و خیلی خوشحال شدم که این چنین مورد استقبال قرار گرفت چون در عرض یک هفته ۵۵ هزار فالوئر پیدا کرد و این یک رکورد است اما با اتفاقاتی که افتاده تصمیم گرفته‌ام صفحه‌ام را ببندم، چون اگر در این صفحه نتوانم حرمت خودم و همکارانم را نگه دارم، این صفحه به چه درد می‌خورد؟[۹۳]

### بمباران گوگلی برای فیلم ۳۰۰
با نزدیک شدن به اکران فیلم ۳۰۰ در سینماها، ایرانیان با هدف ایجاد بمب گوگلی اقدام به ایجاد وب‌سایت و پیوند دادن به آن در وبلاگ‌ها و سایت‌های خود کردند. این عمل در جهت نشان دادن اعتراض به محتوای این فیلم بود.

### اعتراض به شایعه دیده شدن لوگو پپسی در ماه
شایعه شده بود که در تاریخی ۱۶ خرداد ۱۳۹۱ و در ساعت ۲۳:۳۰ لوگو پپسی در ماه دیده می‌شود پس از رخ ندادن این اتفاق گروهی از مردم به این اتفاق اعتراض کردند.
«لوگوی پپسی روی ماه» شایعه‌ای بود که اولین بار در خرداد ۱۳۹۱ توسط ایسنا منتشر شد و در همین مورد یکی از استادان دانشگاه جامع علمی کاربردی واحد فرهنگ و هنر کرمانشاه مصاحبه‌ای بسیار غلوآمیز با ایسنا کرده بود. این خبر چند روزی در شبکه‌های اجتماعی دست به دست می‌شد، البته ایسنا خبر اولیه را از دسترس خارج کرد. این شایعه سبب شد هزاران تن از ایرانیان، ساعت ۱۰:۳۰ سه‌شنبه‌شب، ۱۶ خرداد ماه، به پشت بام‌ها شتافتند تا تبلیغ شرکت پپسی کولا را بر روی ماه را مشاهده کنند، اما پس از آنکه دقایق طولانی به ماه خیره شدند، نشانی از تبلیغ مورد نظر نیافتند؛ چرا که این خبر از اساس واقعیت نداشت.

### جذابیت به اضافه سانسور

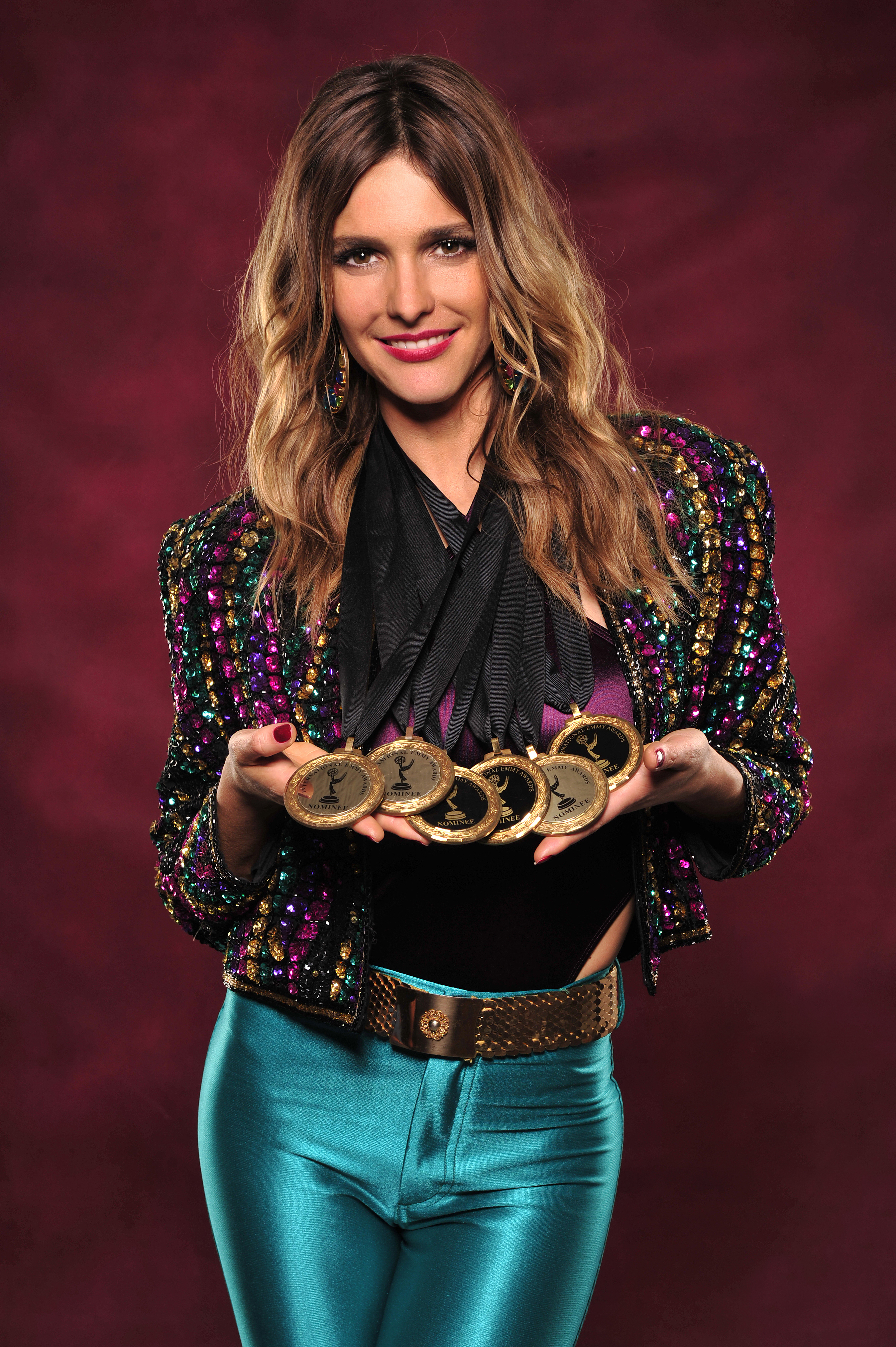
فرناندا لیما، ۲۰۱۲

- فرناندا لیما: در هنگام پخش مستقیم قرعه‌کشی جام جهانی فوتبال ۲۰۱۴، درحالی که تلویزیون صحنه‌های قرعه‌کشی را به خاطر لباس او سانسور می‌کرد، عادل فردوسی‌پور پس از مواجهه با اصرارهای مکرر مهدی مهدوی‌کیا در برنامهٔ ۹۰ مبنی بر پخش مراسم قرعه‌کشیِ جام جهانی فوتبال گفت: بگذاریم بگویم؛ لباس خانمی که در مراسم بر روی صحنه حضور دارند، خیلی منشوری است.[۹۹][۱۰۰][۱۰۱] پس از این اتفاق برخی از ایرانی‌ها به صفحهٔ لیما در فیس‌بوک اعتراض کردند و او را تهدید کردند[۱۰۲] در پی این اقدام او صفحه خود در فیس‌بوک را بست[۱۰۳] او در گفتگویی با فرانس ۲۴ گفت: نظر من به خاطر کامنت‌های توهین‌آمیز نسبت به آن‌ها تغییر نکرده‌است و من همچنان به فرهنگ و همهٔ انسان‌ها احترام می‌گذارم.[۱۰۴]

### بمباران نمره انیمیشن پهلوانان در وبگاه IMDB
برخی کانال‌های تلگرامی فارسی همزمان با اعلام خبری مبنی بر ساخت سری جدید انیمیشن پهلوانان و پخش آن در نوروز ۱۴۰۱، برای ابراز علاقه خود نسبت به این مجموعه انیمیشنی، با انتشار لینک صفحه IMDB این انیمیشن در تاریخ ۱۰ بهمن ۱۴۰۰، از کاربران خود درخواست کردند با دادن نمره ۱۰ از ۱۰، این انیمیشن را به رنک‌های بالا برسانند؛ به طوری‌که با گذشت حدود ۲ روز از این کمپین، تعداد رأی‌های ثبت شده به حدود ۱۰۵٬۰۰۰ رأی با نمره ۱۰ رسید و به لیست ۲۵۰ نمایش تلویزیونی برتر راه پیدا کرد.
پس از گذشت ۳ روز از آغاز این کمپین، با مشکوک شدن این وبگاه به نمرات ثبت شده، تصمیم گرفته شد که از الگوریتم متفاوتی برای محاسبه نمره این انیمیشن استفاده شود. پس از اعمال الگوریتم جدید، نمره پهلوانان در IMDB به ۹٫۴ تنزل پیدا کرد.